# Fort Crown Point
Il Fort Crown Point era una fortificazione britannica costruita dagli sforzi combinati delle truppe britanniche e provinciali (dalle colonie di New York e del New England) in Nord America nel 1759 a ridosso del lago Champlain, al confine tra l'attuale Stato di New York e il Vermont. Eretto per rendere sicura la regione contro i Francesi, il forte è situato vicino alla città di Crown Point, ed è stato il più grande forte di terra costruito negli Stati Uniti. Il sito è oggi gestito come Crown Point State Historic Site.

## Storia
I francesi costruirono una fortezza a Crown Point verso il 1730 con spesse pareti di calcare di 12 piedi (3,7 m) chiamato Fort Saint-Frédéric. Le forze britanniche lo presero di mira due volte durante la guerra franco-indiana prima che i francesi lo distruggessero nell'estate del 1759.
Il forte Crown Point fu costruito dall'esercito britannico sotto il comando di sir Jeffrey Amherst in seguito alla cattura di Carillon, un forte francese a sud (ribattezzato Fort Ticonderoga) e la distruzione di Fort St. Frédéric. Amherst usò la costruzione del forte come mezzo per mantenere i suoi uomini al lavoro durante l'inverno del 1759, dopo aver spinto i francesi nell'odierno Canada.
Il forte non fu mai assalito direttamente, dato che fu ultimato quando la minaccia di invasione francese era ormai finita. Nel 1773 scoppiò un incendio nelle baracche dei soldati, che si diffuse rapidamente e durò per diversi giorni, distruggendo il forte.
Conclusa la guerra franco-indiana, gli inglesi lasciarono solo pochi soldati a difesa di quel che rimaneva del forte. Il 12 maggio 1775, nella fase iniziale della Guerra d'indipendenza americana, il forte fu catturato dalla milizia rivoluzionaria dei Green Mountain Boys, guidati dal capitano Seth Warner.
Il forte fu utilizzato come base da Benedict Arnold durante la rivoluzione per la sua flotta sul lago Champlain. Dopo la distruzione di quella flotta nel 1776 durante la battaglia di Valcour Bay, il forte fu abbandonata agli inglesi nel 1777, dopo il fallimento dell'invasione del Canada (1775). Nel 1780 gli inglesi abbandonato il forte e, dopo il successo nella rivoluzione, gli Stati Uniti non ne ebbero più bisogno, così lo lasciarono deteriorarsi.
Le grandi pareti di terra del forte sono visibili ancora oggi nel XXI secolo. Il fuoco dell'aprile 1773 aveva distrutto buona parte della fortezza. Nel sito le rovine di pietra di due edifici sono rimaste e vengono preservate.
Il Forte è stato dichiarato monumento storico nazionale nel 1968.